# Geranomyia cornigera
Geranomyia cornigera är en tvåvingeart som beskrevs av Alexander 1913. Geranomyia cornigera ingår i släktet Geranomyia och familjen småharkrankar. Inga underarter finns listade i Catalogue of Life.